# Greny
Greny település Franciaországban, Seine-Maritime megyében. Lakosainak száma 123 fő (2018. január 1.). Greny Auquemesnil, Gouchaupre, Guilmécourt, Intraville, Saint-Quentin-au-Bosc és Tourville-la-Chapelle községekkel határos.

## Népesség
A település népességének változása:
| Lakosok száma | 121  | 122  | 124  | 102  | 111  | 140  | 134  | 126  | 122  | 123  |
|               | 1962 | 1968 | 1975 | 1982 | 1990 | 2008 | 2013 | 2015 | 2017 | 2018 |